# Parastasia takeshii
Parastasia takeshii är en skalbaggsart som beskrevs av Yuiti Wada 1997. Parastasia takeshii ingår i släktet Parastasia och familjen Rutelidae. Inga underarter finns listade i Catalogue of Life.